# Smeđa čiopa
Smeđa čiopa (lat. Apus pallidus) je vrsta ptice koja pripada porodici Čiopa (lat. Apodidae).

## Područje rasprostranjenosti u svijetu i RH
Smeđa čiopa je u Hrvatskoj gnjezdarica selica, koja zimuje u Africi. U Europi se nalazi pretežito na području Mediterana. 

## Veličina RH populacije
5000 – 10 000 parova

## Stanište
Koristi slična staništa kao i čiopa (Apus apus), ali za razliku od nje za gniježđenje više odabire stjenovita staništa, a ne građevine. Vrsta je vezana većinom za staništa uz obalu. 

## Fenologija vrste i biologija vrste
Izgledom je vrlo slična čiopi, ali je ponešto svjetlija i više smeđa, odozdo je blijedo ljuskava sa svijetlim unutarnjim dijelom krila koji odskače od tamnog plašta. Vrlo je svijetle glave i s većom mrljom na grlu. Iako se vrlo lako može zamijeniti s čiopom, s kojom često zajedno i leti, smeđa čiopa ima nešto širu glavu i krila. Duljina tijela je 16 – 17 cm, a raspon krila 42 – 46 cm. 
Gnijezda gradi u rupama u građevinama, poglavito ispod krova ili nadstrešnice, ali koristi i prirodna staništa – litice, stijene, ulaze u špilju. Tijekom jedne sezone ima dva legla, stoga u jesen ostaje duže na gnjezdilištima u usporedbi s čiopom. U jednom leglu može biti 2 – 3 jaja. 
Hrani se kukcima i to poglavito u letu. 

## IUCN kategorija ugroženosti i zakonska zaštita
Smeđa čiopa prema Crvenoj knjizi ptica Hrvatske (Tutiš i sur. 2013.) ima kategoriju ugroženosti: najmanje zabrinjavajuća (LC) vrsta. 
Sukladno Zakonu o zaštiti prirode (80/13) i Pravilniku o strogo zaštićenim vrstama (NN 114/13) smeđa čiopa je strogo zaštićena vrsta u RH.